# Labé (prefectura de Guinea)
Labé es una prefectura de la región de Labé de Guinea, con una población censada en marzo de 2014 de 318 938 habitantes. Está formada por las siguientes subprefecturas, que igualmente se muestran con población censada en marzo de 2014:
- Dalein 17,733
- Daralabe 9,087
- Diari 14,705
- Dionfo 12,633
- Garambé 9,418
- Hafia 14,497
- Kaalan 10,213
- Kouramangui 14,498
- Labé 141,730
- Noussy 13,797
- Popodara 24,857
- Sannou 20,463
- Tountouroun 15,307[1]